# Atari

Atari Games logotyp

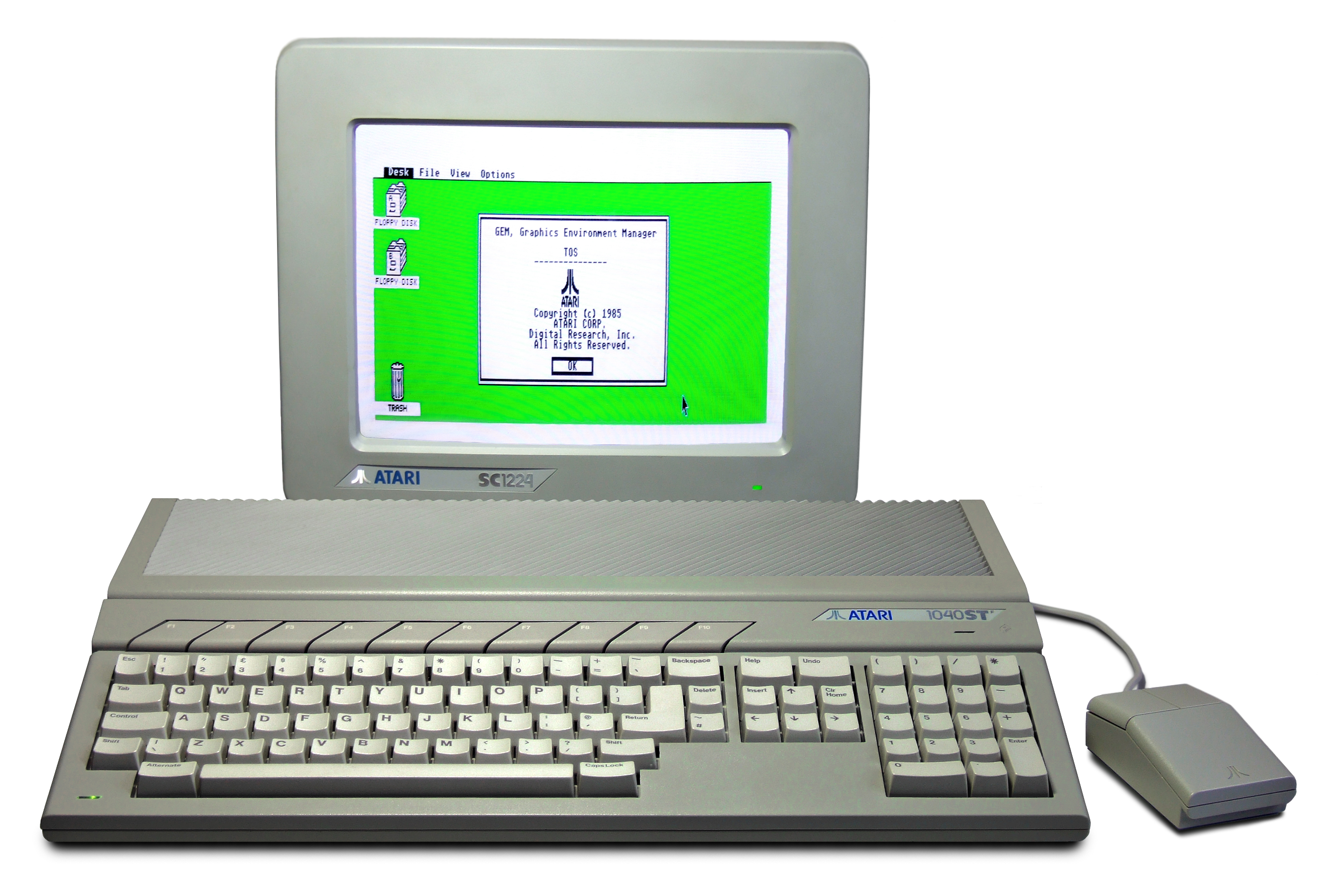
Atari 1040ST

Atari (Nasdaq: ATAR) är ett företag som grundades 1972 av Nolan Bushnell och Ted Dabney som skapade spelautomaten Pong. Namnet 'Atari' är en japansk term från brädspelet Go (se Atari (go)) som kan beskrivas som schacktermen 'schack' för vilken pjäs, eller grupp av pjäser, som helst. Bushnell hade Go som favoritspel och tyckte att Atari var ett bra namn på ett företag.
Den första Pong-automaten installerades mot ägarens vilja på en bar vid namn Andy Capps efter att Bushnell lyckats övertala ägaren. Senare samma dag ringde ägaren Bushnell för att felanmäla automaten. Felet berodde på att maskinen direkt blivit så populär att myntboxen blivit full. Succén var ett faktum och automaterna började serietillverkas.
Atari var länge nummer ett som speltillverkare med succéer som Breakout, Asteroids, Tempest, Gauntlet och många fler. Atari tillverkade även spelkonsoler och hemdatorer.

## Historia
Nolan Bushnell och Ted Dabney grundade 1972 företaget Syzygy. De upptäckte samma år att namnet redan var taget och döpte om företaget till Atari.
1976 sålde Nolan Bushnell Atari till Warner Communications för 28 miljoner dollar. På grund av meningsskiljaktigheter med Warner, tvingades Bushnell två år senare bort från Atari.
1984 splittrades Atari Inc. och arkaddivisionen döptes om till Atari Games Inc. Atari Games behöll rättigheterna att använda logotypen och namnet Atari Games på arkadmaskiner, samt rättigheterna till all arkadspelshårdvara som tillverkats 1972–1984. Rättigheterna för Ataris division för konsumentelektronik såldes till Jack Tramiels företag Tramel Technology Ltd., som döptes om till Atari Corporation. 1996 slogs Atari Corporation samman med hårddisktillverkaren JT Storage (JTS), och blev en enhet inom detta företag.
1998 köpte leksakstillverkaren Hasbro rättigheterna till namnet Atari och dess spelserier. 2001 köptes Hasbro Interactive upp av Infogrames och den 7 maj 2003 tillkännagav Infogrames att man officiellt byter namn till Atari.

## Nya konsoler
Några spel har givits ut på nytt i skepnad av retrodesign. Det finns bland annat en handkontroll som är tillverkad av Jakks Pacific som innehåller ett flertal inbyggda spel. Förutom allt-i-ett-lösningen från Jakks Pacific finns även konsolerna Atari Flashback och Atari Flashback 2. De har också gjort en helt ny konsol som ska heta Ataribox senare kallad Atari VCS.

## Spelkonsoler och hemdatorer av Atari
Atari har under åren skapat många maskiner:

### Spelkonsoler (Atari Inc)
- Pong (1972)
- Hockey Pong (1973)
- Atari 2600 (1977)
- Atari 2700 (prototyp)
- Atari 3200 (prototyp)
- Atari 5200 (1982)

### Spelkonsoler (Atari Corp)
- Atari 7800 (1984, 1986)
- Atari XEGS (1987)
- Atari Lynx (1989)
- Atari Jaguar (1993)

### Spelkonsoler (Atari Interactive, inc)
- Atari VCS (2021)
- Atari 2600+ (2023)
- Atari 400 mini (2024)
- Atari 7800+ (2024)

### Datorer (Atari Inc)
- Atari 400, Atari 800
- Atari 1200XL, Atari 600XL, Atari 800XL
- Atari 1400XL (prototyp), Atari 1450XLD (prototyp)

### Datorer (Atari Corp)
- Atari 65XE, Atari 130XE, Atari 800XE
- Atari ST, Atari STF, Atari STM, Atari STFM, Atari STE
- Atari MEGA ST, Atari MEGA STE
- Atari TT
- Atari Falcon
- Atari Transputer Workstation (prototyp)
- Atari Portfolio (handdator)
- STacy
- STbook